# Gaspard van Baerle
 (mai 2019).
Si vous disposez d'ouvrages ou d'articles de référence ou si vous connaissez des sites web de qualité traitant du thème abordé ici, merci de compléter l'article en donnant les références utiles à sa vérifiabilité et en les liant à la section « Notes et références ».
Caspar van Baerle (ou Baarle, latinisé en Barlæus ou Barleus) (né à Anvers le 12 février 1584 - mort à Amsterdam le 14 janvier 1648) est un géographe, théologien, poète et historien néerlandais. Il a particulièrement contribué aux connaissances géographiques des pays d'outre-mer, dont le Brésil.

## Biographie
Caspar van Baerle étudie la théologie. Il est pasteur d'une église réformée, puis professeur de logique à l'Université de Leyde, en 1617.Van Baerle étudie également la médecine à la faculté de Caen. Arminien déclaré, il prêche à Nieuwe Tonge.
À partir de 1631, ayant perdu son emploi pour s'être déclaré en faveur des Arminiens, il prend une part active à l'Athenaeum Illustre d'Amsterdam ; l'Athenaeum, souvent considéré comme l'ancêtre de l'Université d'Amsterdam, s'est constitué dès le XIVe siècle autour de la chapelle Sainte Agnès (Agnietenkapel). En janvier 1632, van Baerle, avec l'aide de Gérard Vossius, prononce sa leçon inaugurale (lui-même exhortera plus tard Martinus Hortensius à donner des conférences et prononcer sa leçon inaugurale dans cette même institution).
Sa fille Anna Baerle épouse le graveur et avocat Jan de Bisschop à La Haye, le 2 décembre 1652.

## Œuvres
Van Baerle a publié de nombreux recueils de poésie, en particulier de poésie latine. Il a également composé l'éloge funèbre que l'on peut lire sur le portrait du cartographe Willem Blaeu de 1622 .
Il a travaillé de diverses manières dans les domaines de la géographie et de l'histoire. Il traduisit la « Description des Indes occidentales » d'Antonio de Herrera en 1622. En 1627, il rédige les textes accompagnant l'atlas de l'Italie de Jodocus Hondius. En 1647, inspiré par la prise de Recife par les troupes de Jean-Maurice de Nassau-Siegen, il évoque l'empire colonial néerlandais du Brésil dans son « Rerum per octennium in Brasilia et alibi nuper gestarum sub praefectura », illustré de nombreuses planches et de cartes. Franciscus Plante publia la même année un ouvrage semblable intitulé plus sobrement Mauritias, et illustré des mêmes planches que le livre de van Baerle : il s'agit de cartes du Ceará, de la Paraiba, du Pernambouc et de Borealá. S'y ajoute un portrait de Jean-Maurice de Nassau.
En 1638, van Baerle composa en l'honneur de l'entrée princière de Marie de Médicis à Amsterdam une notice intitulée « Medicea Hospes, sive descriptio publicae gratulationis, qua... Mariam de Medicis, excepit senatus populusque Amstelodamensis ». Publiée par Willem Blaeu, elle comprend deux grandes planches gravées et pliées des cérémonies. Cette visite de Marie de Médicis est d'ailleurs un événement clef de l'histoire des Pays-Bas, dans la mesure où elle apporte de facto une reconnaissance internationale à la nouvelle République des Provinces-Unies. Même si Marie de Médicis, par suite de la Journée des dupes, était en réalité en exil, le pays organisa de magnifiques processions et des fêtes nautiques splendides à l'occasion de sa visite : d'abord un défilé emmené par deux trompettes montés, puis un immense décor édifié pour l'occasion sur une île artificielle dans la rivière Amstel. Ce décor servit à représenter une série de pièces théâtrales en plusieurs tableaux en hommage à la reine, pour laquelle un pavillon avait été dressé sur l'île.

## Postérité
Franciscus Plante composa la notice nécrologique et l'épitaphe de Barleus en 1648.
Il y a un Lycée Barlaeus à Amsterdam et une « van Baerlestraat » (rue van Baerle) à Amsterdam et à Nieuwe-Tonge.

## Écrits
- Manes Auriaci ( 1625 )
- Hymnus ad Christum (1628)
- Poemata (1628, 1645)
- Orationes (1632)
- Medicea hospes (1638)
- Faces augustae (1643)
- Rerum in Brasilia et alibi gestarum (1647)
- Verscheyde Nederduytsche gedichten (1651)
- Mercator sapiens, sive Oratio de conjungendis mercaturæ et philosophiæ studiis